# Sergio Paolo
Sergio Paolo (latino Lucius Sergius Paulus; fl. I secolo) è stato proconsole romano di Cipro in un periodo imprecisato del I secolo d.C..

## Tracce biografiche
In Atti 13,6-12 è descritto il suo incontro con l'apostolo Paolo e la sua conversione al Cristianesimo, che però non trova conferma in altre fonti storiche dell'epoca.
A lui sono state correlate alcune epigrafi latine, ma data la diffusione dei nomi latini non è possibile un'identificazione sicura.
Ad Antiochia di Pisidia è stata ritrovata un'iscrizione frammentaria (foto) che nomina un Lucius Sergius Paulus. Se coincide col personaggio degli Atti, il ritrovamento dell'iscrizione in questa città può spiegare il motivo del passaggio per Antiochia di Paolo e Barnaba una volta lasciata Cipro.
Nel 1887 venne scoperta a Roma una pietra segnaconfine di Claudio in cui è citato Sergio Paolo. Detta pietra registra l'incarico (47 d.C.) assegnato ai sovrintendenti agli argini e all'alveo del fiume Tevere, uno dei quali era Sergio. Dato che il viaggio di Paolo a Cipro è di solito datato alla prima metà degli anni 40 d.C. (alcuni studiosi daterebbero la visita dell'apostolo ancor prima), si è ritenuto che Sergio prestasse prima servizio per tre anni come proconsole a Cipro, per poi rientrare a Roma, dove venne nominato sovrintendente. Dato che Sergio non è stato salutato nell'Epistola ai Romani di Paolo, è possibile che egli sia morto prima che essa fosse scritta.
In alcune leggende medievali il proconsole Sergio Paolo viene identificato con Paolo di Narbona.